# Bruant de Botteri
Peucaea botterii
Espèce
Statut de conservation UICN

 LC  : Préoccupation mineure
Le Bruant de Botteri (Peucaea botterii) est une espèce de passereau appartenant à la famille des Passerellidae. Le nom de l'espèce commémore le naturaliste italien Matteo Botteri (1808-1877), qui le premier a récolté cet oiseau.

## Taxinomie
SynonymeAimophila botterii
D'après Alan P. Peterson, il existe neuf sous-espèces :
- Peucaea botterii arizonae Ridgway 1873 ;
- Peucaea botterii botterii (P.L. Sclater) 1858 ;
- Peucaea botterii goldmani (A.R. Phillips) 1943 ;
- Peucaea botterii mexicana (Lawrence) 1867 ;
- Peucaea botterii petenica (Salvin) 1863 ;
- Peucaea botterii spadiconigrescens (T.R. Howell) 1965 ;
- Peucaea botterii texana (A.R. Phillips) 1943 ;
- Peucaea botterii vantynei (J.D. Webster) 1959 ;
- Peucaea botterii vulcanica (W. Miller & Griscom) 1925.